# Tüshig
Tüshig (mongoliska: Түшиг Сум, Tüshig Sum, Түшиг) är ett distrikt i Mongoliet.   Det ligger i provinsen Selenga, i den centrala delen av landet, 300 km nordväst om huvudstaden Ulaanbaatar.